# Diocèse de Tursi-Lagonegro
Le diocèse de Tursi-Lagonegro (en latin : Dioecesis Tursiensis-Lacunerulonensis ; en italien : Diocesi di Tursi-Lagonegro) est un diocèse de l'Église catholique en Italie, suffragant de l'archidiocèse de Potenza-Muro Lucano-Marsico Nuovo et appartenant à la région ecclésiastique de la Basilicate.

## Territoire
Le diocèse est situé en partie dans la province de Potenza et en partie dans la province de Matera. Les autres parties de la province de Potenza sont partagées par les archidiocèses de Potenza-Muro Lucano-Marsico Nuovo et d'Acerenza et les diocèses de Melfi-Rapolla-Venosa et de Tricarico. Les autres parties de la province de Matera sont partagées par le diocèse de Tricarico et l'archidiocèse de Matera-Irsina. Son territoire est d'une superficie de 2 509 km2 divisé en 82 paroisses regroupées en 4 archidiaconés. L'évêché est dans la ville de Tursi où se trouve la cathédrale de l'assomption. Sur le diocèse, trois églises ont le rang de basilique mineure : le sanctuaire de Notre Dame d'Anglona (it) qui est l'ancienne cathédrale d'Anglona et un lieu de pèlerinage important car la Vierge d'Aglona est la patronne du diocèse. La basilique de saint Gilles l'Ermite à Latronico et celle de saint Blaise (it) à Maratea.

## Histoire
Selon la tradition, c'est l'apôtre saint Pierre qui fonde un évêché dans la ville d'Anglona (maintenant hameau de la ville de Tursi). Cependant, les premières informations historiques sur un diocèse sur ce territoire ne remontent qu'au Xe siècle. Dans sa Relatio de legatione Costantinopolitana, écrite en 968, Liutprand de Crémone rapporte que l’empereur Nicéphore Phocas autorise le patriarche Polyeucte à ériger l'archidiocèse d'Otrante, donnant au métropolite le pouvoir de consacrer les évêques suffragants d'Acerenza, Gravina, Matera, Tricarico et Tursi. On ignore si ces dispositions ont eu un réel effet, car les Notitiae Episcopatuum du XIe siècle ne mentionnent que Tursi comme seul siège suffragant d'Otrante.
Entre la fin du Xe siècle et les premières décennies du XIe siècle, Tursi apparaît comme un diocèse de rite byzantin, dans une région où il y a de nombreux monastères basiliens. Le premier évêque connu de Tursi est le Grec Michele, documenté dans un acte testamentaire de 1050. Dans la seconde moitié du XIe siècle, avec le passage du territoire aux mains des Normands, le diocèse est inséré dans l'organisation ecclésiastique latine. Dans la bulle concédée en 1068 par le pape Alexandre II à Arnaldo d'Acerenza, Tursi figure parmi les suffragants du nouveau siège métropolitain d'Acerenza, ce que confirment les pontifes suivants.
Entre le XIe et le XIIe siècle, dans le contexte d'une consolidation des structures ecclésiastiques de la région, l'évêché est transféré à Anglona, à quelques kilomètres de Tursi. Le premier évêque connu est Pietro, mentionné dans un décret de 1110. Au cours du XIIe siècle, les titres Anglonensis et Tursiensis alternent dans les actes officiels tant civils que ecclésiastiques. En 1121, un Giovanni est attesté comme évêque de Tursi, tandis qu'en 1144 et en 1146, le même évêque, ou un autre homonyme, est documenté comme évêque d'Anglona. Le nom de Tursi apparaît dans les actes pontificaux adressés aux métropolitains d'Acerenza, de Pascal II (1099-1118) à Innocent III (1198-1216) tandis que l'ecclesia Anglonensis est mentionnée dans les décrets royaux de 1167 et 1221.
L'élément oriental du diocèse survit pendant longtemps. Au début du XIIIe siècle, le métropolite d’Acerenza informe le pontife que le chapitre d’Anglona a élu comme évêque le chantre de la cathédrale de Tricarico , qui est grec, fils de prêtre et lui-même marié. Ce fait témoigne que la majorité du chapitre est alors composée de sujets de culture, de langue et de rite grec.
Il semble qu'Anglona conserve un rôle secondaire par rapport à Tursi. En 1219, la ville est qualifiée de castrum et non de civitas, alors qu'en 1221, elle est appelée casale, preuve d'un dépeuplement progressif du territoire. En 1320, selon Ferdinando Ughelli, le chapitre de la cathédrale est à Tursi, tandis que les évêques abandonnent bientôt le village d'Anglona, incendié en 1369, pour se réfugier à Chiaromonte.
En raison de la décadence de la ville d'Anglona, le pape Paul III sanctionne le transfert du siège épiscopal d'Anglona à la ville de Tursi par un décret du 8 août 1544 adressé à Berardino Elvino. Le même pontife décrète le 26 mars 1546 que l'église de l'Annonciation de Tursi soit érigée en cathédrale. À partir de ce moment, le diocèse est appelé diocèse d'Anglona-Tursi.
L'évêque Matteo Cosentino (1667-1702) fonde un séminaire diocésain, qui est agrandi par son successeur.
Le 13 février 1919, après l'érection de l'éparchie de Lungro, le diocèse d'Anglona-Tursi cède les villes de langue albanaise et de rite byzantin qui faisaient partie de son territoire, à savoir Castroregio, San Costantino Albanese et San Paolo Albanese. En 1949, le diocèse s'agrandit avec les municipalités de Craco et Montalbano Jonico, qui appartenaient auparavant au diocèse de Tricarico. Le 2 juillet 1954, le diocèse entre dans la nouvelle province ecclésiastique de l'archidiocèse de Matera ; le 21 août 1976, il est suffragant de l’archidiocèse de Potenza.
Avec le décret de la congrégation pour les évêques du 8 septembre 1976, à la suite de la création de la région ecclésiastique de la Basilicate et pour faire coïncider les frontières ecclésiastiques avec celles des régions civiles ; Anglona-Tursi cède au diocèse de Cassano allo Ionio plusieurs communes et en obtient du même diocèse ; et plusieurs communes du diocèse de Policastro sont annexées au diocèse d'Anglona-Tursi. Par le même décret, Anglona-Tursi cède à l'archidiocèse de Matera les municipalités de Craco, Montalbano Jonico et Scanzano Jonico ; il acquiert les territoires de Moliterno et Sarconi appartenant à l'archidiocèse de Potenza et de Marsico Nuovo. Le même jour, par le décret Ex historicis, la congrégation pour les évêques change le nom du diocèse en Tursi-Lagonegro, et Anglona devient siège titulaire.

## Sources
- http://www.catholic-hierarchy.org